# Estació de Russafa
L'estació de Russafa és una estació subterrània localitzada al barri de Russafa de València i que forma part de la línia 10 de l'operador Metrovalència. L'estació pertany a la zona tarifària A de Ferrocarrils de la Generalitat Valenciana (FGV) i l'Autoritat de Transport Metropolità de València (ATMV). L'adreça oficial de l'estació és l'avinguda del Regne de València, número 38.

## Història

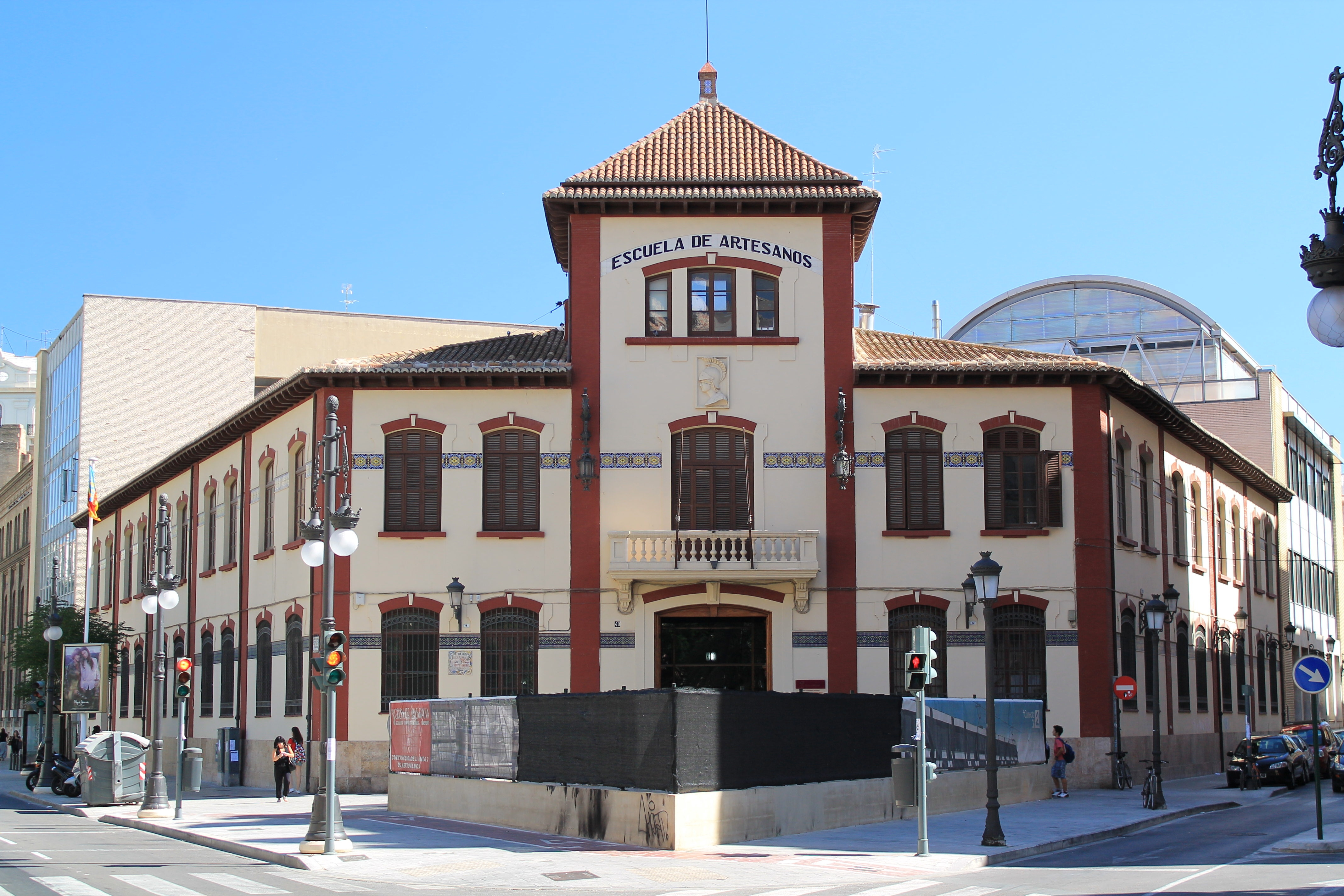
Accés a l'estació (2011)

La construcció de l'estació va començar el 2007, però es va paralitzar junt amb la línia 10 a causa de la crisi econòmica l'any 2011. En 2011 es van paralitzar les obres per falta de fons, amb l'estació del Mercat Central acabada i la part subterrània del tram entre Alacant i Natzaret parcialment completada. Les obres de la línia es van reprendre el 2019 L'estació fou inaugurada, juntament amb la línia, el 17 de maig de 2022.

## Distribució

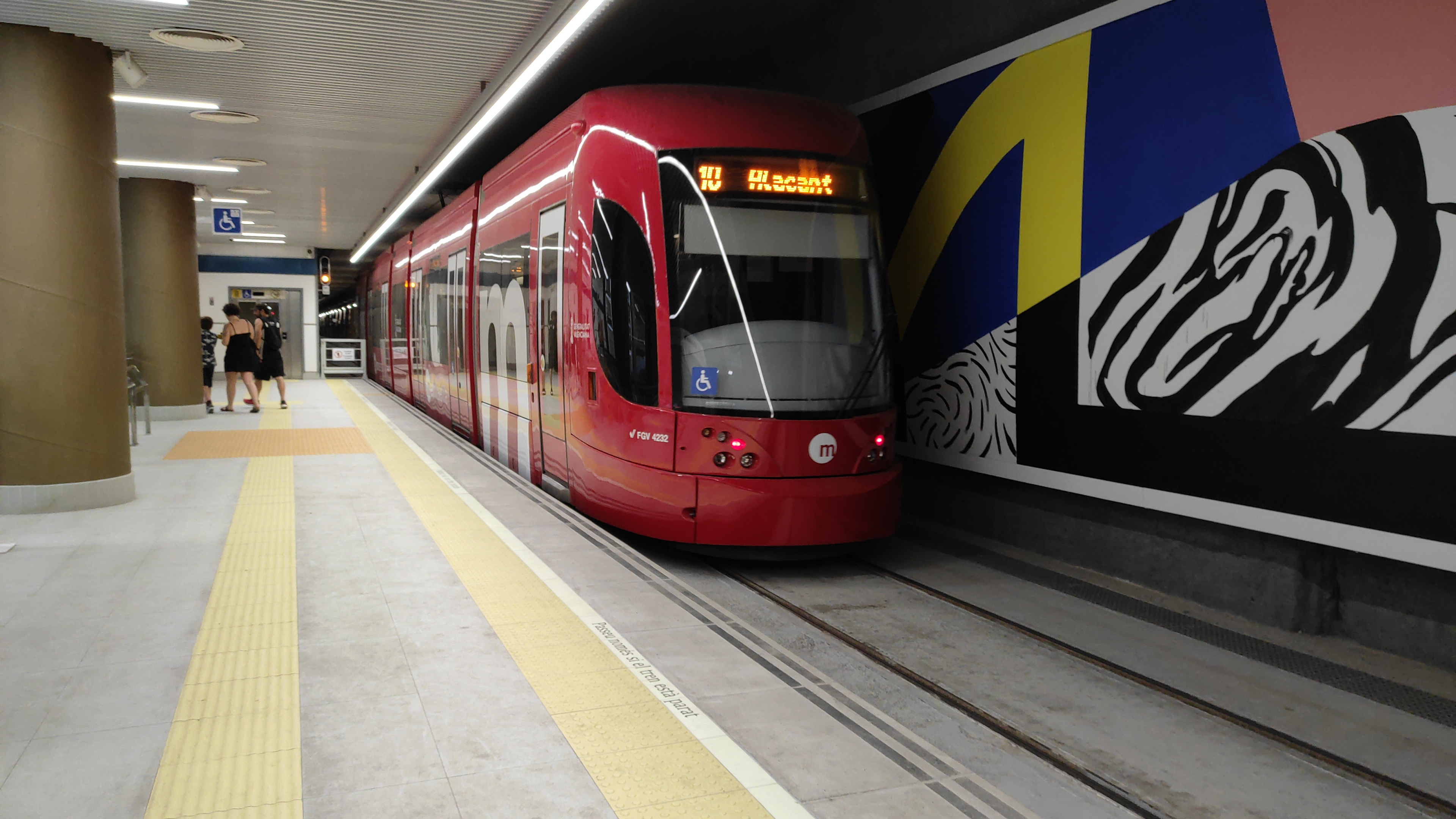
Unitat 4232 a la via (2022)

És una estació subterrània dividida en dos nivells ben diferenciats degut a les dificultats tècniques i arqueològiques, com passa amb altres estacions de metro com ara la de Xàtiva. Pel pis superior circul·len els trens amb destinació Alacant, mentre que pel nivell inferior circul·len els convois amb destinació Natzaret. Les andanes no disposen de mampares de seguretat. L'estació disposa d'accessibilitat per a persones amb discapacitat física, visual i auditiva.
L'estació disposa d'un únic accés davant de l'Escola d'Artesans, a l'avinguda del Regne de València, en forma de triangle. L'accés compta amb escales, escales mecàniques i elevador.

### Línies
| Procedència/Destinació | <       | Línia | >                        | Procedència/Destinació |
| ---------------------- | ------- | ----- | ------------------------ | ---------------------- |
| Alacant                | Alacant | ...   | Amado Granell-Montolivet | Natzaret               |